# Kostiantyn Sosenko
Kostiantyn Fedorowycz Sosenko (ukr. Костянтин Федорович Сосенко, ros. Константин Фёдорович Сосенко, Konstantin Fiodorowicz Sosienko; ur. 26 września 1969 w Kirowohradzie) – ukraiński piłkarz, grający na pozycji obrońcy, agent piłkarski.

## Kariera piłkarska

### Kariera klubowa
Wychowanek klubu Zirka Kirowohrad, w którym rozpoczął karierę piłkarską. W 1989 przeniósł się do SKA Kijów, ale szybko wrócił do Zirki. Na początku 1992 przeszedł do Polihraftechniki Oleksandria, w której występował 3 lata. Podczas przerwy zimowej sezonu 1994/95 został piłkarzem Nywy Winnica, w barwach którego 21 kwietnia 1995 debiutował w Wyższej lidze. Latem 1996 zaproszony do Dnipra Dniepropetrowsk, skąd w rundzie jesiennej sezonu 1997/98 został wypożyczony do CSKA Kijów. Następnie w sezonie 1998/99 bronił barw Borysfena Boryspol, a potem występował w Prykarpatia Iwano-Frankowsk. W 2001 zakończył karierę piłkarską w uzbeckim Paxtakorze Taszkent.

### Kariera reprezentacyjna
W 1998 otrzymał propozycję od selekcjonera Wiktora Pożeczewskiego występować w narodowej reprezentacji Turkmenistanu. Po załatwieniu formalności rozegrał 6 meczów na igrzyskach azjatyckich w Tajlandii. Więcej nie był powoływany do niej.

## Kariera zawodowa
Od marca 2004 pracuje agentem piłkarskim (otrzymał licencję FFU nr 5). Jeden z najlepszych agentów na Ukrainie. Założył Agencję Piłkarską S.V.S..

## Sukcesy

### Sukcesy klubowe
- finalista Pucharu Ukrainy: 1996, 1997
- mistrz Uzbekistanu: 2001